# Зинцхајм
Зинцхајм (њем. Sinzheim) општина је у њемачкој савезној држави Баден-Виртемберг. Једно је од 23 општинска средишта округа Раштат. Према процјени из 2010. у општини је живјело 11.207 становника. Посједује регионалну шифру (AGS) 8216049.

## Географски и демографски подаци
Зинцхајм се налази у савезној држави Баден-Виртемберг у округу Раштат. Општина се налази на надморској висини од 128 метара. Површина општине износи 28,5 km². У самом мјесту је, према процјени из 2010. године, живјело 11.207 становника. Просјечна густина становништва износи 393 становника/km².

## Међународна сарадња
| Мјесто | Држава    | Врста сарадње | Од    |
| ------ | --------- | ------------- | ----- |
|        | Француска | партнерство   | 1975. |
| Извор  |           |               |       |